# Divize B 2006/2007
V soubojích 42. ročníku České divize B 2006/2007 se utkalo 16 týmů dvoukolovým systémem podzim – jaro. Tento ročník začal v srpnu 2006 a skončil v červnu 2007.

## Nové týmy v sezoně 2006/07
- Z ČFL 2005/06 do Divize B sestoupilo mužstvo FC Chomutov.
- Z krajských přeborů postoupila tato mužstva: FK Admira Praha a Bohemians Praha 1905 B z pražského přeboru, SK Viktorie Jirny ze středočeského přeboru, FK Baník Sokolov B z karlovarského přeboru a FK Řezuz Děčín z ústeckého přeboru.
- Z divize A sem bylo přeřazeno mužstvo SK Motorlet Praha.
- Z divize C sem po sloučení s FK Graffin Kácov bylo přeřazeno mužstvo FC Graffin Vlašim.

## Kluby podle přeborů
- Pražský (4): FK Admira Praha, Bohemians Praha 1905 B, FK Loko Vltavín, SK Motorlet Praha
- Středočeský (6): SK Benešov, SK Viktorie Jirny, SK Kladno B, TJ Sokol Libiš, TJ Meteor Stříbrná Skalice, FC Graffin Vlašim
- Karlovarský (1): FK Baník Sokolov B
- Ústecký (4): FK Řezuz Děčín, FC Chomutov, FK Litvínov, FK SIAD Most B
- Liberecký (1): Jiskra Nový Bor

## Výsledná tabulka
| Poř. | Tým                        | Z  | V  | R  | P  | VG | OG | B  |
| ---- | -------------------------- | -- | -- | -- | -- | -- | -- | -- |
| 1.   | FC Graffin Vlašim          | 30 | 17 | 9  | 4  | 53 | 22 | 60 |
| 2.   | SK Viktorie Jirny          | 30 | 17 | 5  | 8  | 61 | 43 | 56 |
| 3.   | Jiskra Nový Bor            | 30 | 15 | 4  | 11 | 57 | 46 | 49 |
| 4.   | Bohemians Praha 1905 B     | 30 | 15 | 4  | 11 | 63 | 58 | 49 |
| 5.   | SK Kladno B                | 30 | 13 | 7  | 10 | 48 | 36 | 46 |
| 6.   | FK Admira Praha            | 30 | 13 | 7  | 10 | 49 | 44 | 46 |
| 7.   | SK Motorlet Praha          | 30 | 12 | 10 | 8  | 52 | 45 | 46 |
| 8.   | FK Baník Sokolov B         | 30 | 12 | 5  | 13 | 52 | 49 | 41 |
| 9.   | FC Chomutov                | 30 | 12 | 4  | 14 | 44 | 58 | 40 |
| 10.  | FK Loko Vltavín            | 30 | 11 | 6  | 13 | 39 | 42 | 39 |
| 11.  | FK Litvínov                | 30 | 10 | 8  | 12 | 41 | 42 | 38 |
| 12.  | TJ Sokol Libiš             | 30 | 11 | 3  | 16 | 53 | 58 | 36 |
| 13.  | FK SIAD Most B             | 30 | 10 | 6  | 14 | 38 | 53 | 36 |
| 14.  | FK Řezuz Děčín             | 30 | 11 | 3  | 16 | 50 | 61 | 36 |
| 15.  | TJ Meteor Stříbrná Skalice | 30 | 8  | 7  | 15 | 35 | 54 | 31 |
| 16.  | SK Benešov                 | 30 | 7  | 4  | 19 | 36 | 60 | 25 |

Poznámky:
- Z = Odehrané zápasy; V = Vítězství; R = Remízy; P = Prohry; VG = Vstřelené góly; OG = Obdržené góly; B = Body

|  | Postup do ČFL                           |
|  | Přesun do Divize A                      |
|  | Sestup do příslušného krajského přeboru |